# Dromaeschna forcipata
Dromaeschna forcipata е вид водно конче от семейство Aeshnidae. Видът е почти застрашен от изчезване.

## Разпространение
Разпространен е в Австралия (Куинсланд).